# 明和町 (群馬県)
明和町（めいわまち）は、群馬県南東部に位置し、邑楽郡に属する町。館林都市圏、関東大都市圏に属する。

## 概要
総人口10,727人、世帯数4,090世帯（2021年）の自治体である（群馬県統計情報提供システムの統計）。東京都心から約60kmと群馬県の中で最も東京都に近く、交通の便も良い事から、東京へ通勤・通学する住民も多く、関東大都市圏に属する。
1995年と2000年の国勢調査においては群馬県の市町村の中で唯一東京特別区部への通勤率が5%を上回っていた。
町内の大規模な工業団地により財政は非常に豊かで、対人口財源は群馬県下上位で、2007年より交付金不交付団体となっている。2006年の財政力指数は0.80であったが、2007年に1.11となった。それらを理由として、隣接する館林市などとの合併を拒み続けてきた。
江戸時代には江戸と上野国や下野国を結ぶ交通の要衝であった。1871年（明治4年）の廃藩置県後にはこの地域は栃木県に属していたが、1876年（明治9年）に群馬県の管轄となった。
1955年（昭和30年）に町村合併促進法により千江田村、梅島村、佐貫村の三ヶ村が合併して明和村となった。町名の由来は、三ヶ村の合併時に、公募により「明朗で平和な村に」という想いから新村名として「明和村」と名付けられたことによる。
交通網の発達により都市化が進み、1970年（昭和45年）に首都圏都市開発区域の指定を受けた。1985年（昭和60年）には人口1万人を突破し、1998年（平成10年）に町制を施行して明和町となった。
三重県にも同表記の明和町（めいわちょう）があり、両町で友好交流提携・災害相互応援協定を締結している。両町は町名だけでなく、町章に三日月を象ったデザインを採用している共通点も存在する。

## 地理
- 位置：群馬県南東部。群馬県内で行政役所位置が最も都心から近い自治体。
- 大きさ：東西約11㎞、南北3㎞の細長い形状であり、面積は19.67km2と群馬県内では邑楽郡大泉町に次いで2番目に狭い。
- 河川：利根川、谷田川
- 地形：関東平野に位置し、標高17〜21mと町内の標高差はほとんど無い。過去は渡良瀬川による度重なる洪水に襲われた。

## 地域
五十音順
- 入ケ谷（いりがや）
- 梅原（うめばら）
- 江口（えぐち）
- 大佐貫（おおざぬき）
- 大輪（おおわ）
- 上江黒（かみえぐろ）
- 川俣（かわまた）
- 下江黒（しもえぐろ）
- 須賀（すか）
- 千津井（せんづい）
- 田島（たじま）
- 斗合田（とごうた）
- 中谷（なかや）
- 新里（にっさと）
- 南大島（みなみおおしま）
- 矢島（やじま）

## 隣接している自治体
- 埼玉県羽生市
- 埼玉県行田市
- 群馬県館林市
- 群馬県邑楽郡：千代田町、板倉町

## 歴史
- 1889年4月1日 - 町村制施行に伴い、邑楽郡に佐貫村・梅島村・千江田村が誕生。
- 1955年3月1日 - 佐貫村、梅島村、千江田村が合併し明和村となる。
- 1998年10月1日 - 町制施行。
- 2005年3月31日 - 新庁舎竣工。

## 人口
| |                                        |  |
| 明和町と全国の年齢別人口分布（2005年） | 明和町の年齢・男女別人口分布（2005年） |  |
| ■紫色 ― 明和町 ■緑色 ― 日本全国 | ■青色 ― 男性 ■赤色 ― 女性              |  |
| 明和町（に相当する地域）の人口の推移 \| 1970年（昭和45年） \| 8,496人 \| \| \| 1975年（昭和50年） \| 9,182人 \| \| \| 1980年（昭和55年） \| 9,815人 \| \| \| 1985年（昭和60年） \| 10,156人 \| \| \| 1990年（平成2年） \| 10,390人 \| \| \| 1995年（平成7年） \| 11,255人 \| \| \| 2000年（平成12年） \| 11,474人 \| \| \| 2005年（平成17年） \| 11,326人 \| \| \| 2010年（平成22年） \| 11,209人 \| \| \| 2015年（平成27年） \| 11,044人 \| \| \| 2020年（令和2年） \| 10,882人 \| \| |                                        |  |
| 総務省統計局 国勢調査より |                                        |  |
| 1970年（昭和45年） | 8,496人                                |  |
| 1975年（昭和50年） | 9,182人                                |  |
| 1980年（昭和55年） | 9,815人                                |  |
| 1985年（昭和60年） | 10,156人                               |  |
| 1990年（平成2年） | 10,390人                               |  |
| 1995年（平成7年） | 11,255人                               |  |
| 2000年（平成12年） | 11,474人                               |  |
| 2005年（平成17年） | 11,326人                               |  |
| 2010年（平成22年） | 11,209人                               |  |
| 2015年（平成27年） | 11,044人                               |  |
| 2020年（令和2年） | 10,882人                               |  |

## 行政・立法
- 町長：冨塚基輔（2015年4月26日就任、3期目）

### 県議会
- 選挙区：邑楽郡選挙区
- 定数：3名
- 任期：2023年（令和5年）4月30日 - 2027年（令和9年）4月29日[5]

| 議員名       | 会派名     | 備考 |
| ------------ | ---------- | ---- |
| 久保田順一郎 | 自由民主党 |      |
| 川野辺達也   | 自由民主党 |      |
| 森昌彦       | 自由民主党 |      |

### 衆議院
- 任期 ： 2024年（令和6年）10月27日 - 2028年（令和10年）10月26日（「第50回衆議院議員総選挙」参照）

| 選挙区                                        | 議員名     | 党派名     | 当選回数 | 備考     |
| --------------------------------------------- | ---------- | ---------- | -------- | -------- |
| 群馬県第3区（明和町、太田市、館林市、邑楽郡） | 笹川博義   | 自由民主党 | 5        | 選挙区   |
| 群馬県第3区（明和町、太田市、館林市、邑楽郡） | 長谷川嘉一 | 立憲民主党 | 2        | 比例復活 |

## 施策
環境都市宣言
ISO14001を認証取得
もったいない館
明和町キャラクター
メイちゃん

## 教育

### 小学校
- 明和町立明和東小学校
- 明和町立明和西小学校

### 中学校
- 明和町立明和中学校

### 高等学校
- 群馬県立館林商工高等学校

## 交通

### 鉄道

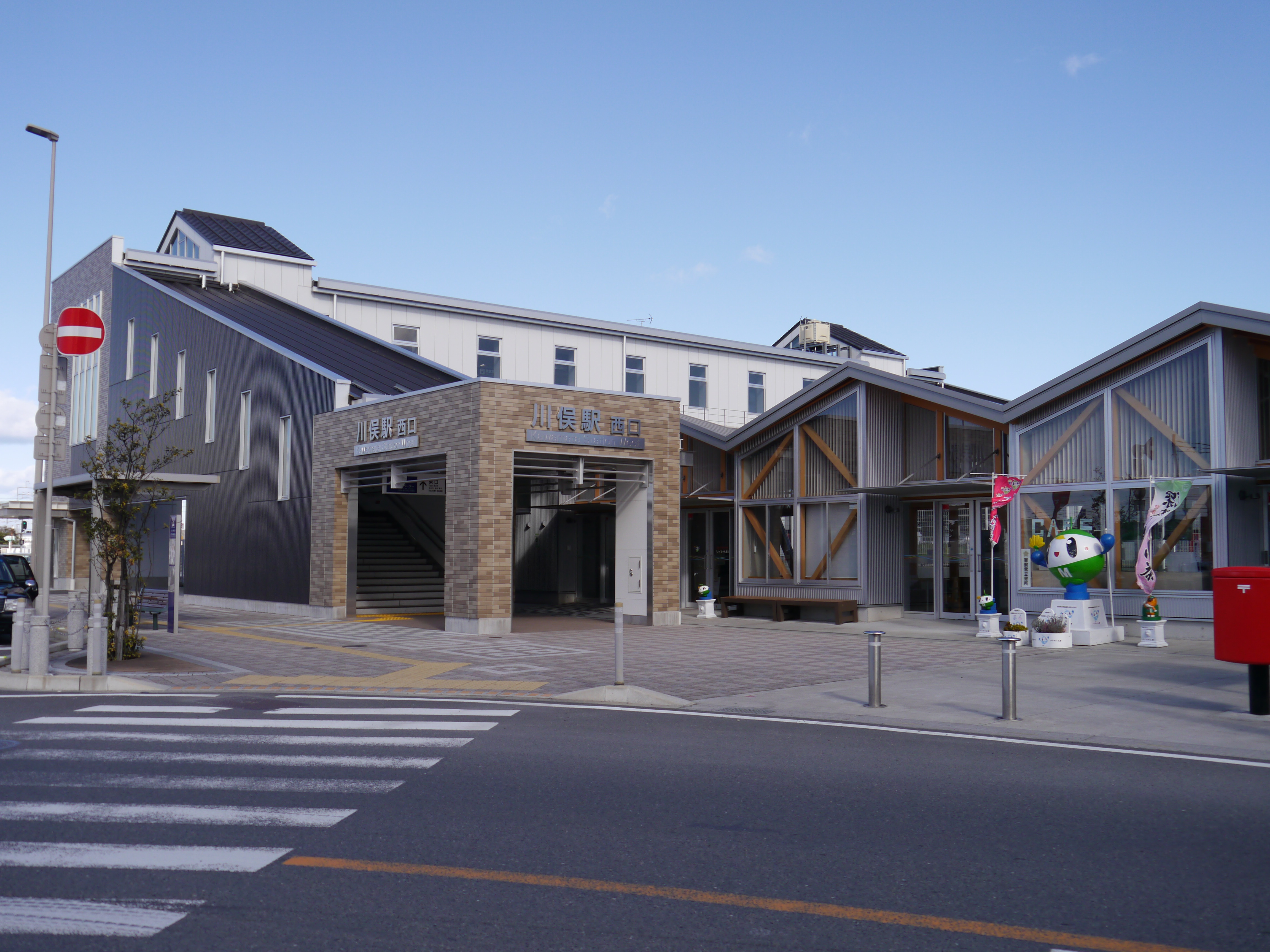
川俣駅

- 東武伊勢崎線：川俣駅

### 路線バス
- 広域公共路線バス：館林・明和・千代田線（館林駅〜川俣駅〜千代田町役場）

### 道路

#### 高速道路

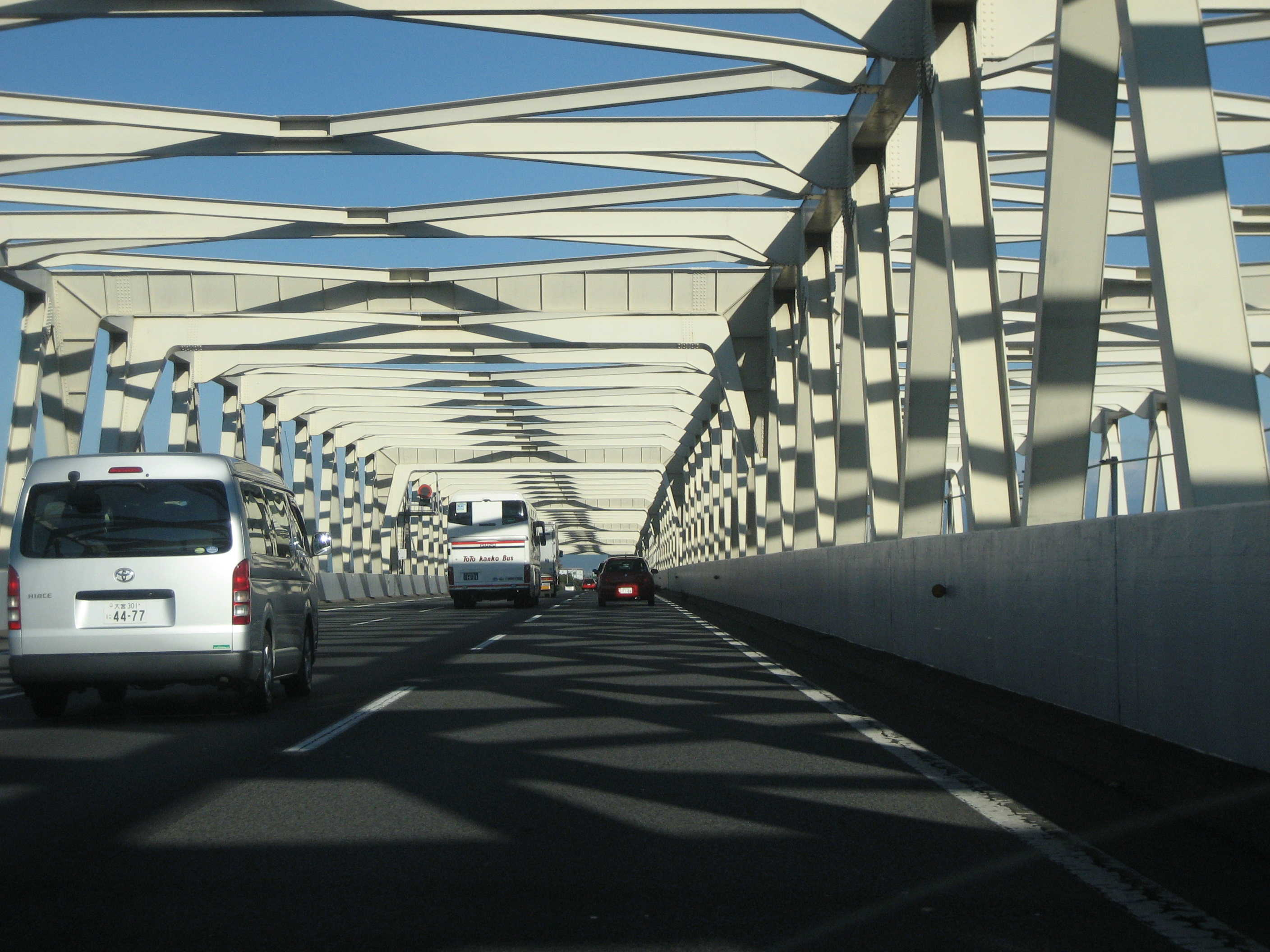
東北自動車道 利根川橋

- 東北自動車道（町内にインターチェンジなし）最寄のICは館林インターチェンジと羽生インターチェンジ

#### 国道
- 国道122号

## 物流
館林市や邑楽郡板倉町同様、群馬県でありながら東北自動車道沿線にあるため宅配便では隣接県扱いになる例が多い。
- ヤマト運輸
  - 24埼玉ターミナル管轄。
- 日本通運
  - 16佐野ターミナル（栃木県）管轄。

## 出身著名人
- 大屋晋三 - 参議院議員、運輸大臣、商工大臣、帝人社長

## 産物
- 梨[6]
- 巨峰[6]
- シクラメン
- カーネーション：シクラメンの裏作ともされ、わい性カーネーションの産地
- 桃

## 名所

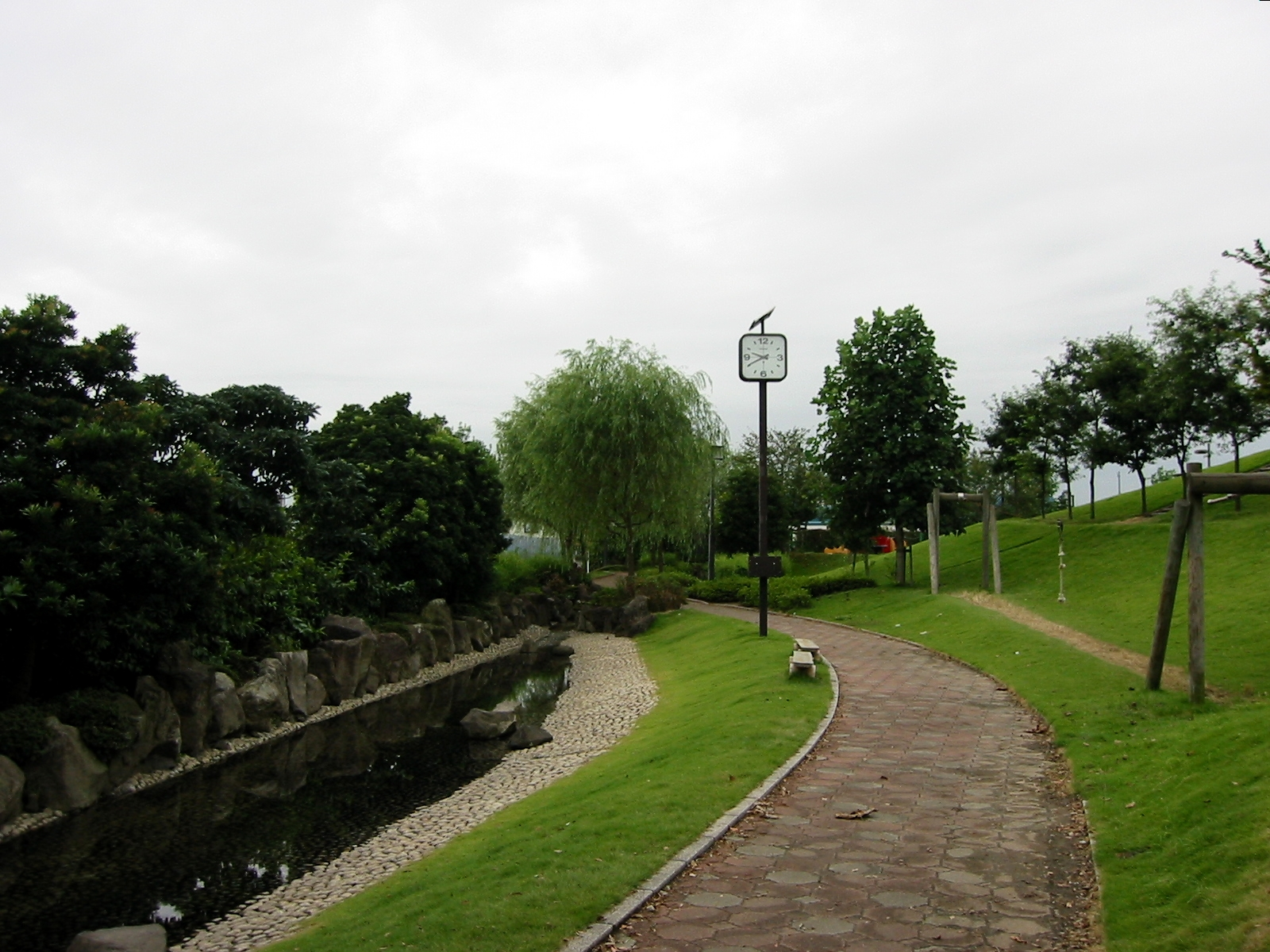
ふるさとの広場

- 桜並木路
- ふるさとの広場
- シクラメン通り
- 梨街道